# Melanozestis heterodesma
Melanozestis heterodesma är en fjärilsart som beskrevs av Edward Meyrick 1930. Melanozestis heterodesma ingår i släktet Melanozestis och familjen fransmalar. Inga underarter finns listade i Catalogue of Life.